# Unione Calcio Sampdoria 1994-1995
Questa voce raccoglie le informazioni riguardanti l'Unione Calcio Sampdoria nelle competizioni ufficiali della stagione 1994-1995.

## Stagione
Nella stagione 1994-1995 la Sampdoria ha concluso il campionato di Serie A all'ottavo posto, mentre in Coppa Italia non è andata oltre il terzo turno, nella prima stagione italiana che assegna i tre punti a vittoria. All'inizio si assiste al 5-0 sul Padova e al 2-0 di Reggio Emilia, poi seguono un pareggio e due sconfitte. In seguito la Sampdoria incappa in un periodo nel quale colleziona una sola vittoria (3-1) sul pur quotato Parma, quattro pareggi e una sconfitta a Cremona (2-0). Solamente dopo il successo nel derby del 4 dicembre 1994 (3-2), con reti blucerchiate di Vierchowod, Lombardo e Maspero, la squadra torna a incamerare diversi punti, risalendo in classifica grazie alle vittorie successive contro Cagliari (5-0) a Marassi, Lazio, Padova (4-1) in Veneto, Reggiana e ai pareggi con Brescia e Bari. Nel novembre 1994 ritorna con il Doria Ruud Gullit, già ceduto in estate al Milan, in uno scambio con Alessandro Melli. L'olandese sostituisce così in attacco l'ex parmense e Bertarelli, che si era infortunato gravemente in una partita di Coppa delle Coppe; competizione, quest'ultima, nella quale Gullit non può essere schierato poiché già utilizzato dai rossoneri in UEFA Champions League. L'avventura europea termina nella semifinale, ai tiri di rigore contro gli inglesi dell'Arsenal, dopo un punteggio complessivo di 5-5. Lontana sin da subito da ambizioni scudetto, la squadra blucerchiata arriva al giro di boa al settimo posto, con 25 punti contro i 36 della Juventus capolista, poi campione d'Italia a fine torneo. La Sampdoria chiude l'annata a quota 50 punti, che non bastano per farla ritornare in Europa per la stagione seguente.

## Rosa
| N. |                        | Ruolo | Calciatore          |
| -- | ---------------------- | ----- | ------------------- |
|    | Italia (bandiera)      | P     | Walter Zenga        |
|    | Italia (bandiera)      | P     | Giulio Nuciari      |
|    | Italia (bandiera)      | P     | Matteo Gianello     |
|    | Italia (bandiera)      | D     | Moreno Mannini      |
|    | Italia (bandiera)      | D     | Riccardo Ferri      |
|    | Italia (bandiera)      | D     | Pietro Vierchowod   |
|    | Italia (bandiera)      | D     | Stefano Sacchetti   |
|    | Italia (bandiera)      | D     | Michele Serena      |
|    | Serbia (bandiera)      | D     | Siniša Mihajlović   |
|    | Italia (bandiera)      | D     | Marco Rossi         |
|    | Italia (bandiera)      | C     | Giovanni Invernizzi |
|    | Serbia (bandiera)      | C     | Vladimir Jugović    |
|    | Inghilterra (bandiera) | C     | David Platt         |
|    | Italia (bandiera)      | C     | Attilio Lombardo    |
|    | Italia (bandiera)      | C     | Riccardo Maspero    |
|    | Italia (bandiera)      | C     | Fausto Salsano      |

| N. |                        | Ruolo | Calciatore         |
| -- | ---------------------- | ----- | ------------------ |
|    | Italia (bandiera)      | C     | Alberico Evani     |
|    | Italia (bandiera)      | C     | Giovanni Abate     |
|    | Italia (bandiera)      | C     | Davide Di Terlizzi |
|    | Italia (bandiera)      | C     | Alessandro Doga    |
|    | Italia (bandiera)      | C     | Fabio Giannasi     |
|    | Italia (bandiera)      | C     | Vincenzo Iacopino  |
|    | Italia (bandiera)      | A     | Roberto Mancini    |
|    | Paesi Bassi (bandiera) | A     | Ruud Gullit        |
|    | Italia (bandiera)      | A     | Alessandro Melli   |
|    | Italia (bandiera)      | A     | Claudio Bellucci   |
|    | Italia (bandiera)      | A     | Mauro Bertarelli   |
|    | Italia (bandiera)      | A     | Maurizio Sala      |
|    | Italia (bandiera)      | A     | Marco Carparelli   |
|    | Italia (bandiera)      | A     | Carlo Gioacchino   |
|    | Italia (bandiera)      | A     | Emanuele Matzuzzi  |

## Risultati

### Serie A

#### Girone di andata
| Arbitro: | Racalbuto (Gallarate) |

|                                                                 |           |  |
| Mancini 13’ Evani 42’ Platt 52’ Mihajlovic 67’ Melli 80’ (rig.) | Marcatori |  |

| Arbitro: | Ceccarini (Livorno) |

|  |           |                          |
|  | Marcatori | 85’ Mancini 90’ Lombardo |

| Arbitro: | Cardona (Milano) |

|                |           |               |
| Bertarelli 43’ | Marcatori | 86’ Di Biagio |

| Arbitro: | Amendolia (Messina) |

|              |           |  |
| Di Livio 34’ | Marcatori |  |

| Arbitro: | Pairetto (Nichelino) |

|           |           |  |
| Balbo 56’ | Marcatori |  |

| Arbitro: | Beschin (Legnago) |

|                                     |           |          |
| Maspero 75’, 81’ (rig.) Mancini 87’ | Marcatori | 43’ Zola |

| Milano 23 ottobre 1994 7ª giornata | Milan           | 0 – 0 referto | Sampdoria | Stadio Giuseppe Meazza\| Arbitro: \| Boggi (Salerno) \| |
| Arbitro:                           | Boggi (Salerno) |               |           |                                                         |

| Genova 30 ottobre 1994 8ª giornata | Sampdoria       | 0 – 0 referto | Napoli | Stadio Luigi Ferraris\| Arbitro: \| Nicchi (Arezzo) \| |
| Arbitro:                           | Nicchi (Arezzo) |               |        |                                                        |

| Arbitro: | Pellegrino (Barcellona Pozzo di Gotto) |

|                             |           |  |
| Tentoni 43’ Florijancic 82’ | Marcatori |  |

| Arbitro: | Rodomonti (Teramo) |

|             |           |          |
| Jugovic 50’ | Marcatori | 72’ Osio |

| Arbitro: | Bettin (Padova) |

|                                            |           |                             |
| Batistuta 60’ (rig.) Vierchowod 70’ (aut.) | Marcatori | 39’ (rig.) Platt 88’ Gullit |

| Arbitro: | Ceccarini (Livorno) |

|                                        |           |                       |
| Vierchowod 15’ Lombard 42’ Maspero 83’ | Marcatori | 14’ Miura 87’ Galante |

| Brescia 11 dicembre 1994 13ª giornata | Brescia       | 0 – 0 referto | Sampdoria | Stadio Mario Rigamonti\| Arbitro: \| Rosica (Roma) \| |
| Arbitro:                              | Rosica (Roma) |               |           |                                                       |

| Arbitro: | Braschi (Braschi) |

|                                                      |           |  |
| Lombardo 8’ Gullit 14’, 19’ Mancini 45’ Bellucci 67’ | Marcatori |  |

| Arbitro: | Amendolia (Messina) |

|                                     |           |             |
| Mihajlovic 8’ Platt 35’ (rig.), 50’ | Marcatori | 12’ Signori |

| Arbitro: | Quartuccio (Torre Annunziata) |

|                        |           |  |
| Festa 57’ Fontolan 67’ | Marcatori |  |

| Arbitro: | Treossi (Forlì) |

|              |           |              |
| Lombardo 79’ | Marcatori | 8’ Tovalieri |

#### Girone di ritorno
| Arbitro: | Nicchi (Arezzo) |

|              |           |                                               |
| Zattarin 88’ | Marcatori | 14’ Platt 48’ Maspero 69’ Mancini 75’ Jugovic |

| Arbitro: | Borriello (Mantova) |

|                                   |           |                     |
| Sgarbossa 45’ (aut.) Lombardo 89’ | Marcatori | 32’ (rig.) Padovano |

| Arbitro: | Collina (Viareggio) |

|               |           |             |
| Bresciani 44’ | Marcatori | 64’ Giullit |

| Arbitro: | Boggi (Salerno) |

|  |           |            |
|  | Marcatori | 64’ Vialli |

| Arbitro: | Trentalange (Torino) |

|                           |           |  |
| Rossi 26’ Gullit 47’, 77’ | Marcatori |  |

| Arbitro: | Bazzoli (Merano) |

|                            |           |                                |
| Zola 19’, 25’ Asprilla 22’ | Marcatori | 55’ (rig.) Lombardo 64’ Gullit |

| Arbitro: | Bettin (Padova) |

|  |           |                                      |
|  | Marcatori | 11’ Simone 71’, 90’ (rig.) Albertini |

| Arbitro: | Braschi (Prato) |

|                          |           |  |
| Carbone 32’ Agostini 43’ | Marcatori |  |

| Arbitro: | Amendolia (Messina) |

|                         |           |                   |
| Mancini 32’ Jugovic 87’ | Marcatori | 55’ (rig.) Chiesa |

| Torino 15 aprile 1995 27ª giornata | Torino             | 0 – 0 referto | Sampdoria | Stadio delle Alpi\| Arbitro: \| Tombolini (Ancona) \| |
| Arbitro:                           | Tombolini (Ancona) |               |           |                                                       |

| Arbitro: | Bolognino (Milano) |

|                |           |                          |
| Gullit 9’, 72’ | Marcatori | 75’ Batistuta 79’ Baiano |

| Arbitro: | Ceccarini (Livorno) |

|                                     |           |           |
| Van't Schip 68’ Skuhravy 76’ (rig.) | Marcatori | 53’ Platt |

| Arbitro: | De Santis (Tivoli) |

|                       |           |                |
| Platt 86’ (rig.), 90’ | Marcatori | 2’ Baronchelli |

| Arbitro: | Bettin (Padova) |

|  |           |                  |
|  | Marcatori | 62’, 73’ Mancini |

| Arbitro: | Racalbuto (Gallarate) |

|            |           |  |
| Winter 82’ | Marcatori |  |

| Arbitro: | Pairetto (Nichelino) |

|                             |           |                     |
| Vierchowod 35’ Bellucci 66’ | Marcatori | 5’ Festa 86’Bianchi |

| Arbitro: | Stafoggia (Pesaro) |

|             |           |                            |
| Amoruso 69’ | Marcatori | 28’ Mihajlovic 43’ Mancini |

### Coppa Italia

#### Turni eliminatori
| Arbitro: | Bolognino (Milano) |

|                                                               |           |              |
| Mancini 10’ Lopez 23’, 77’ (aut.) Lombardo 55’ Bertarelli 89’ | Marcatori | 49’ Briaschi |

| Arbitro: | De Santis (Tivoli) |

|                           |           |              |
| Capecchi 26’ Beghetto 76’ | Marcatori | 52’ Lombardo |

| Arbitro: | Rosica (Roma) |

|                            |           |          |
| Robbiati 72’ Batistuta 87’ | Marcatori | 4’ Melli |

| Arbitro: | Trentalange (Torino) |

|                  |           |               |
| Melli 78’ (rig.) | Marcatori | 56’ Batistuta |

### Supercoppa italiana
| Arbitro: | Pairetto (Nichelino) |

|                                   |                      |                                           |
| Gullit 83’                        | Marcatori            | 36’ Mihajlović                            |
| Albertini Boban Simone Costacurta | Tiri di rigore 4 – 3 | Platt Vierchowod Evani Jugović Mihajlović |

### Coppa delle Coppe
| Arbitro: | Lodge (Barnsley) |

|                              |           |                          |
| Staurvik 2’ Johnsen 32’, 58’ | Marcatori | 47’ Bertarelli 67’ Platt |

| Arbitro: | Hriňák (Bratislava) |

|                        |           |  |
| Platt 13’ Lombardo 37’ | Marcatori |  |

| Arbitro: | Wójcik (Opole) |

|                                      |           |  |
| Melli 45’ Mihajlovic 76’ Maspero 83’ | Marcatori |  |

| Arbitro: | Blankenstein (De Bilt) |

|                                   |           |                        |
| Willems 13’ Bickel 52’ Koller 55’ | Marcatori | 17’ Melli 40’ Lombardo |

| Arbitro: | Elleray (Dover) |

|  |           |           |
|  | Marcatori | 64’ Juran |

| Arbitro: | Batta (Marsiglia) |

|                                |                      |                                             |
|                                | Marcatori            | 50’ Mancini                                 |
| Emerson Latapy Paciência Folha | Tiri di rigore 3 – 5 | Mihajlović Jugović Maspero Salsano Lombardo |

| Arbitro: | Uilenberg (Enschede) |

|                           |           |                  |
| Bould 34’, 37’ Wright 69’ | Marcatori | 51’, 78’ Jugović |

| Arbitro: | Grabher (Lustenau) |

|                                             |                      |                                       |
| Mancini 13’ Bellucci 85’, 86’               | Marcatori            | 60’ Wright 89’ Schwarz                |
| Mihajlović Jugović Maspero Mannini Lombardo | Tiri di rigore 2 – 3 | Dixon McGoldrick Hartson Adams Merson |

## Statistiche

### Statistiche di squadra
| Competizione        | Punti | In casa | In casa | In casa | In casa | In casa | In casa | In trasferta | In trasferta | In trasferta | In trasferta | In trasferta | In trasferta | Totale | Totale | Totale | Totale | Totale | Totale | DR  |
| Competizione        | Punti | G       | V       | N       | P       | Gf      | Gs      | G            | V            | N            | P            | Gf           | Gs           | G      | V      | N      | P      | Gf     | Gs     | DR  |
| ------------------- | ----- | ------- | ------- | ------- | ------- | ------- | ------- | ------------ | ------------ | ------------ | ------------ | ------------ | ------------ | ------ | ------ | ------ | ------ | ------ | ------ | --- |
| Serie A             | 50    | 17      | 9       | 6       | 2       | 35      | 18      | 17           | 4            | 5            | 8            | 16           | 19           | 34     | 13     | 11     | 10     | 51     | 37     | +14 |
| Coppa Italia        | -     | 2       | 1       | 1       | 0       | 6       | 2       | 2            | 0            | 0            | 2            | 2            | 4            | 4      | 1      | 1      | 2      | 8      | 6      | +2  |
| Coppa delle Coppe   | -     | 4       | 3       | 0       | 1       | 8       | 3       | 4            | 1            | 0            | 3            | 7            | 9            | 8      | 4      | 0      | 4      | 15     | 12     | +3  |
| Supercoppa Italiana | -     | -       | -       | -       | -       | -       | -       | 1            | 0            | 1            | 0            | 1            | 1            | 1      | 0      | 1      | 0      | 1      | 1      | 0   |
| Totale              | -     | 23      | 13      | 7       | 3       | 49      | 23      | 24           | 5            | 6            | 13           | 26           | 33           | 47     | 18     | 13     | 16     | 75     | 56     | +19 |

### Statistiche dei giocatori
| Giocatore         | Serie A  | Serie A | Serie A     | Serie A    | Coppa Italia | Coppa Italia | Coppa Italia | Coppa Italia | Coppa delle Coppe | Coppa delle Coppe | Coppa delle Coppe | Coppa delle Coppe | Supercoppa Italiana | Supercoppa Italiana | Supercoppa Italiana | Supercoppa Italiana | Totale   | Totale | Totale      | Totale     |
| Giocatore         | Presenze | Reti    | Ammonizioni | Espulsioni | Presenze     | Reti         | Ammonizioni  | Espulsioni   | Presenze          | Reti              | Ammonizioni       | Espulsioni        | Presenze            | Reti                | Ammonizioni         | Espulsioni          | Presenze | Reti   | Ammonizioni | Espulsioni |
| ----------------- | -------- | ------- | ----------- | ---------- | ------------ | ------------ | ------------ | ------------ | ----------------- | ----------------- | ----------------- | ----------------- | ------------------- | ------------------- | ------------------- | ------------------- | -------- | ------ | ----------- | ---------- |
| C. Bellucci       | 21       | 2       | ?           | ?          | 1            | 0            | ?            | ?            | 2                 | 2                 | ?                 | ?                 | -                   | -                   | -                   | -                   | 24       | 4      | 0+          | 0+         |
| M. Bertarelli (I) | 2        | 1       | ?           | ?          | 2            | 1            | ?            | ?            | 2                 | 1                 | ?                 | ?                 | 1                   | 0                   | ?                   | ?                   | 7        | 3      | ?           | ?          |
| A. Evani          | 23       | 1       | ?           | ?          | 4            | 0            | ?            | ?            | 8                 | 0                 | ?                 | ?                 | 1                   | 0                   | ?                   | ?                   | 36       | 1      | ?           | ?          |
| R. Ferri (I)      | 20       | 0       | ?           | ?          | 3            | 0            | ?            | ?            | 5                 | 0                 | ?                 | ?                 | 1                   | 0                   | ?                   | ?                   | 29       | 0      | ?           | ?          |
| R. Gullit         | 22       | 9       | ?           | ?          | -            | -            | -            | -            | -                 | -                 | -                 | -                 | -                   | -                   | -                   | -                   | 22       | 9      | 0+          | 0+         |
| G. Invernizzi     | 22       | 0       | ?           | ?          | 2            | 0            | ?            | ?            | 6                 | 0                 | ?                 | ?                 | -                   | -                   | -                   | -                   | 30       | 0      | 0+          | 0+         |
| V. Jugovic        | 21       | 3       | ?           | ?          | 4            | 0            | ?            | ?            | 6                 | 2                 | ?                 | ?                 | 1                   | 0                   | ?                   | ?                   | 32       | 5      | ?           | ?          |
| A. Lombardo       | 33       | 6       | ?           | ?          | 4            | 2            | ?            | ?            | 8                 | 2                 | ?                 | ?                 | 1                   | 0                   | ?                   | ?                   | 46       | 10     | ?           | ?          |
| R. Mancini        | 31       | 9       | ?           | ?          | 2            | 1            | ?            | ?            | 4                 | 2                 | ?                 | ?                 | 1                   | 0                   | ?                   | ?                   | 38       | 12     | ?           | ?          |
| M. Mannini        | 28       | 0       | ?           | ?          | 2            | 0            | ?            | ?            | 6                 | 0                 | ?                 | ?                 | -                   | -                   | -                   | -                   | 36       | 0      | 0+          | 0+         |
| R. Maspero        | 21       | 4       | ?           | ?          | 1            | 0            | ?            | ?            | 6                 | 1                 | ?                 | ?                 | -                   | -                   | -                   | -                   | 28       | 5      | 0+          | 0+         |
| A. Melli (I)      | 8        | 1       | ?           | ?          | 3            | 2            | ?            | ?            | 3                 | 2                 | ?                 | ?                 | 1                   | 0                   | ?                   | ?                   | 15       | 5      | ?           | ?          |
| S. Mihahjlovic    | 25       | 3       | ?           | ?          | 2            | 0            | ?            | ?            | 6                 | 1                 | ?                 | ?                 | 1                   | 1                   | ?                   | ?                   | 34       | 5      | ?           | ?          |
| D. Platt          | 26       | 8       | ?           | ?          | 2            | 0            | ?            | ?            | 5                 | 2                 | ?                 | ?                 | 1                   | 0                   | ?                   | ?                   | 34       | 10     | ?           | ?          |
| M. Rossi          | 9        | 1       | ?           | ?          | 1            | 0            | ?            | ?            | 5                 | 0                 | ?                 | ?                 | -                   | -                   | -                   | -                   | 15       | 1      | 0+          | 0+         |
| S. Sacchetti      | 10       | 0       | ?           | ?          | 4            | 0            | ?            | ?            | 3                 | 0                 | ?                 | ?                 | 1                   | 0                   | ?                   | ?                   | 18       | 0      | ?           | ?          |
| M. Sala           | 1        | 0       | ?           | ?          | 1            | 0            | ?            | ?            | -                 | -                 | -                 | -                 | -                   | -                   | -                   | -                   | 2        | 0      | 0+          | 0+         |
| F. Salsano        | 20       | 0       | ?           | ?          | 3            | 0            | ?            | ?            | 6                 | 0                 | ?                 | ?                 | -                   | -                   | -                   | -                   | 29       | 0      | 0+          | 0+         |
| M. Serena         | 27       | 0       | ?           | ?          | 3            | 0            | ?            | ?            | 8                 | 0                 | ?                 | ?                 | 1                   | 0                   | ?                   | ?                   | 39       | 0      | ?           | ?          |
| P. Vierchowod     | 31       | 2       | ?           | ?          | 4            | 0            | ?            | ?            | 5                 | 0                 | ?                 | ?                 | 1                   | 0                   | ?                   | ?                   | 41       | 2      | ?           | ?          |
| W. Zenga          | 34       | -37     | ?           | ?          | 4            | -6           | ?            | ?            | 8                 | -12               | ?                 | ?                 | 1                   | -1                  | ?                   | ?                   | 47       | -56    | ?           | ?          |